# Cermin Alam
Cermin Alam is een bestuurslaag in het regentschap Tebo van de provincie Jambi, Indonesië. Cermin Alam telt 2816 inwoners (volkstelling 2010).